# 鎌田俊哉
鎌田俊哉（日语：鎌田 俊哉），日本音乐制作人、作曲家。出生于东京，4岁学习钢琴，高中时期开始组建Party乐队，担任吉他手。是日本打造单张唱片销量过百万张最多的音乐制作人。
1984年进入杰尼斯事务所，2012年离开，是杰尼斯事务所时间最长的一位音乐制作人。2010年起在中国发展，打造了偶像组合RTA，同时也开始与羽泉、沙宝亮、张靓颖、张杰等歌手合作。

## 主要作品

### 担当制作的艺人
- 日本
  - SMAP、岚、KAT-TUN、Hey! Say! JUMP、近藤真彦、少年队、Char、Kiroro、MISIA、DEEN、Miz等
- 全球
  - 乔纳斯兄弟、Boyfriend、羽泉、张靓颖、陈明、沙宝亮、张杰、吴莫愁、黄雅莉、茜拉等

### 电影、广告、音乐剧作品
- 日本电视台 2004年雅典奥运会主题曲
- 电影《君を忘れない》音乐制作
- Panasonic、Coca-Cola、House、明治、TOYOTA、日产等电视广告音乐